# Helga Fejne
Helga Henrietta Fejne, född 10 april 1913 i Hamburg, död 24 mars 1952 i Lund, var en svensk konstnär.
Hon var dotter till direktören Philipp Leiser och hans maka Paula född Liffmann och från 1938 gift med leg. optiker Martin Fejne i Helsingborg.
Helga Leiser-Fejne studerade vid Kunst- und Gewerbeschule i Hamburg 1930 och vid konstakademien i München 1931–1932 samt reklamkonst i Paris 1932–1934 och teaterdekorationsmåleri för Einar Utzon-Frank vid konstakademien i Köpenhamn 1936–1937. Hon medverkade i vårutställningarna på Vikingsberg i Helsingborg, och upprepade gånger i Liljevalchs vårsalonger samt Decemberutställningen i Göteborg. Hennes konst består av stilleben i olja och akvarell, porträtt och landskapsmålningar i olja. Efter sin bortgång har Helga Leiser-Fejnes verk visats på Museum für Hamburgische Geschichte 2007 och på Museum Haus Opherdicke i Kreis Unna, Nordrhein Westfalen 2020. Hon är begravd på Sankt Pauli norra kyrkogård i Malmö.